# Jeremiasz Poczapowski
Jeremiasz Poczapowski  herbu Kotwica (zm. 16 października 1636), przez niektórych autorów (m.in. Kojałowicza) nazywany jest Michałem, unicki bp łucko-ostrogski. 
Studiował w Kolegium Greckim w Rzymie w latach 1616–1619. Diecezję objął w 1621 roku. Na jego zamówienie wykonywał obrazy malarz Fedor Seńkowicz. Według dokumentu „Punkty uspokojenia”, podpisanego 1 listopada 1632 r. przez króla Władysława IV Poczapowski, zachowując tytuł bpa łuckiego, miał się przenieść do monasteru w Żydyczynie i zarządzać nim i jego fundacjami do przeniesienia na inną stolicę biskupią lub śmierci. Prawosławnym biskupem łuckim został wówczas wybrany książę Aleksander Atanazy Puzyna i podporządkowana mu została eparchia włodzimierska.